# Al-Jubayha
al-Jubayha (arabiska: الجبيهة) är en distriktshuvudort i Jordanien.   Den ligger i Huvudstadsprovinsen. al-Jubayha ligger 1 014 meter över havet och antalet invånare är 46 834.